# Caranx sexfasciatus
Caranx sexfasciatus е вид бодлоперка от семейство Carangidae. Видът не е застрашен от изчезване.

## Разпространение
Разпространен е в Австралия, Аруба, Бангладеш, Бахрейн, Британска индоокеанска територия (Чагос), Вануату, Виетнам, Галапагоски острови, Гватемала, Гуам, Джибути, Египет, Еквадор, Еритрея, Йемен, Израел, Източен Тимор, Индия, Индонезия, Йордания, Ирак, Иран, Камбоджа, Катар, Кения, Кирибати, Китай, Кокосови острови, Колумбия, Коморски острови, Коста Рика, Кувейт, Мавриций, Мадагаскар, Малайзия, Малдиви, Малки далечни острови на САЩ (Уейк), Маршалови острови, Мексико, Мианмар, Микронезия, Мозамбик, Никарагуа, Ниуе, Нова Каледония, Обединени арабски емирства, Оман, Остров Норфолк, Остров Рождество, Острови Кук, Пакистан, Палау, Панама, Папуа Нова Гвинея (Бисмарк), Провинции в КНР, Реюнион, Салвадор, Самоа, Саудитска Арабия, САЩ (Хавайски острови), Северна Корея, Северни Мариански острови, Сейшели, Сингапур, Соломонови острови, Сомалия, Судан, Тайван, Тайланд, Танзания, Токелау, Тонга, Тувалу, Фиджи, Филипини, Френска Полинезия (Маркизки острови и Туамоту), Хондурас, Хонконг, Шри Ланка, Южна Африка, Южна Корея и Япония (Бонински острови и Рюкю).

## Описание
На дължина достигат до 1,2 m, а теглото им е максимум 18 kg.
Популацията на вида е намаляваща.